# Hilten (Neuenhaus)
Hilten ist ein Ortsteil der Stadt Neuenhaus im niedersächsischen Landkreis Grafschaft Bentheim. 

## Geografie und Verkehrsanbindung
Der Ort liegt westlich der Kernstadt Neuenhaus an der B 403.

## Geschichte

### Eingemeindungen
Am 1. April 1929 wurde die Gemeinde Buitenborg nach Hilten eingemeindet. Im Rahmen der niedersächsischen Gemeindegebietsreform wurde die Gemeinde Hilten am 1. Juli 1970 zusammen mit den Gemeinden Grasdorf und Veldhausen in die Stadt Neuenhaus eingegliedert.

## Persönlichkeiten

### Söhne und Töchter des Ortes
- Jan Holthuis (* 1950), bremischer Politiker (SPD), war Abgeordneter der Bremischen Bürgerschaft
- Lukas Beckmann (* 1950), ehemaliger deutscher Politiker von Bündnis 90/Die Grünen, war von 1994 bis 2010 Fraktionsgeschäftsführer der grünen Bundestagsfraktion
- Kurt Dannenberg (* 1968), Offizier und Politiker, Oberbürgermeister der Stadt Gera